# Franciszek Kilian
Franciszek Kilian, SAC (ur. 10 października 1895 w Zawadzie, zm. 10 listopada 1941 w obozie koncentracyjnym Auschwitz-Birkenau w Baraku śmierci) – polski pallotyn, męczennik za wiarę, sługa Boży, w latach 1927–1928 rektor Wyższego Seminarium Duchownego w Ołtarzewie.

## Życiorys
Franciszek Kilian urodził się w 1895 na Pomorzu. Nauki gimnazjalne ukończył w Collegium Marianum w Wadowicach. Studia filozoficzne i teologiczne odbył w pallotyńskim Wyższym Seminarium Duchownym Prowincji Niemieckiej Trójcy Przenajświętszej. Święcenia Kapłańskie otrzymał w dniu 9 lipca 1922, po powrocie do kraju został profesorem w Wyższym Seminarium Duchowne w Ołtarzewie. Specjalizował się w zakresie nauk biblijnych na Uniwersytecie Warszawskim, a następnie w Instytucie Biblijnym (Biblicum) w Rzymie. W latach od 1932 do 1937 pełnił funkcję sekretarza generalnego w pallotyńskim Zarządzie Generalnym w Rzymie. Powróciwszy do kraju był profesorem nauk biblijnych w Ołtarzewie i radcą prowincjalnym.

### II wojna światowa
W czasie okupacji, wielokrotnie aresztowany, aż w końcu 16 maja 1941 został wtrącony do więzienia na Pawiaku, a następnie przewieziony do niemieckiego obozu koncentracyjnego Auschwitz. Według świadków, obozie odznaczała się jego podstawa, jako człowieka niosącego bliźnim pomoc i oferującego bratnią rozmowę. Skupiał na modlitwach zrozpaczonych więźniów, pocieszał, spowiadał, a nawet w skrytości wygłaszał kazania.
Gdy kapo się dowiedział, że Franciszek Kilian jest księdzem, zmaltretował go, kopnął w brzuch i wyrzucił z komanda pracy. Jako więc niezdolny do zajęć fizycznych ks. Kilian został skazany na śmierć głodową w bloku 11, zwanym blokiem śmierci.
Ks. Franciszek Kilian zmarł śmiercią głodową 10 listopada 1941, a jego szczątki zostały spalone w krematoryjnych piecach.
Jest jednym z 122 Sług Bożych wobec których 17 września 2003 rozpoczął się, proces beatyfikacyjny drugiej grupy męczenników z okresu II wojny światowej.